# Darling (filme)
Darling (no Brasil, Darling - a Que Amou demais) é um filme britânico de 1965, do gênero drama, dirigido por John Schlesinger. E vencedor do Oscar na categoria de melhor atriz para Julie Christie.

## Sinopse
Diana Scott é uma modelo ambiciosa determinada a chegar ao topo. Usando sua sexualidade, ela controla os homens poderosos à sua volta, mas acaba se tornando prisioneira do estilo de vida que tanto desejava.

## Elenco principal
- Julie Christie	 … 	Diana Scott
- Laurence Harvey	 … 	Miles Brand
- Dirk Bogarde	 … 	Robert Gold
- José Luis de Vilallonga	 … 	Cesare
- Roland Curram	 … 	Malcolm
- Basil Henson	 … 	Alec Prosser-Jones
- Helen Lindsay	 … 	Felicity Prosser-Jones
- Carlo Palmucci	 … 	Curzio
- Dante Posani	 … 	Gino
- Umberto Raho	 … 	Palucci
- Marika Rivera	 … 	mulher
- Alex Scott	 … 	Sean Martin
- Ernest Walder	 … 	Kurt
- Brian Wilde	 … 	Willett
- Pauline Yates	 … 	Estelle Gold

## Prêmios e indicações
Oscar (1966)
- Vencedor:

Oscar de melhor atriz (Julie Christie)
Oscar de melhor figurino
Oscar de melhor roteiro original
- Indicado nas categorias:

Melhor diretor
Melhor filme
BAFTA (1966)
- Vencedor nas categorias

Melhor ator britânico (Dirk Bogarde)
Melhor atriz britânica (Julie Christie)
Melhor direção de arte britânico
Melhor roteiro britânico
- Indicado nas categorias

Melhor fotografia
Melhor filme britânico
Prêmios Globo de Ouro (1966)
- Vencedor na categoria

Melhor filme estrangeiro de língua inglesa
- Indicado nas categorias

Melhor atriz (Julie Christie)
Melhor diretor